# آشغال‌ریزی

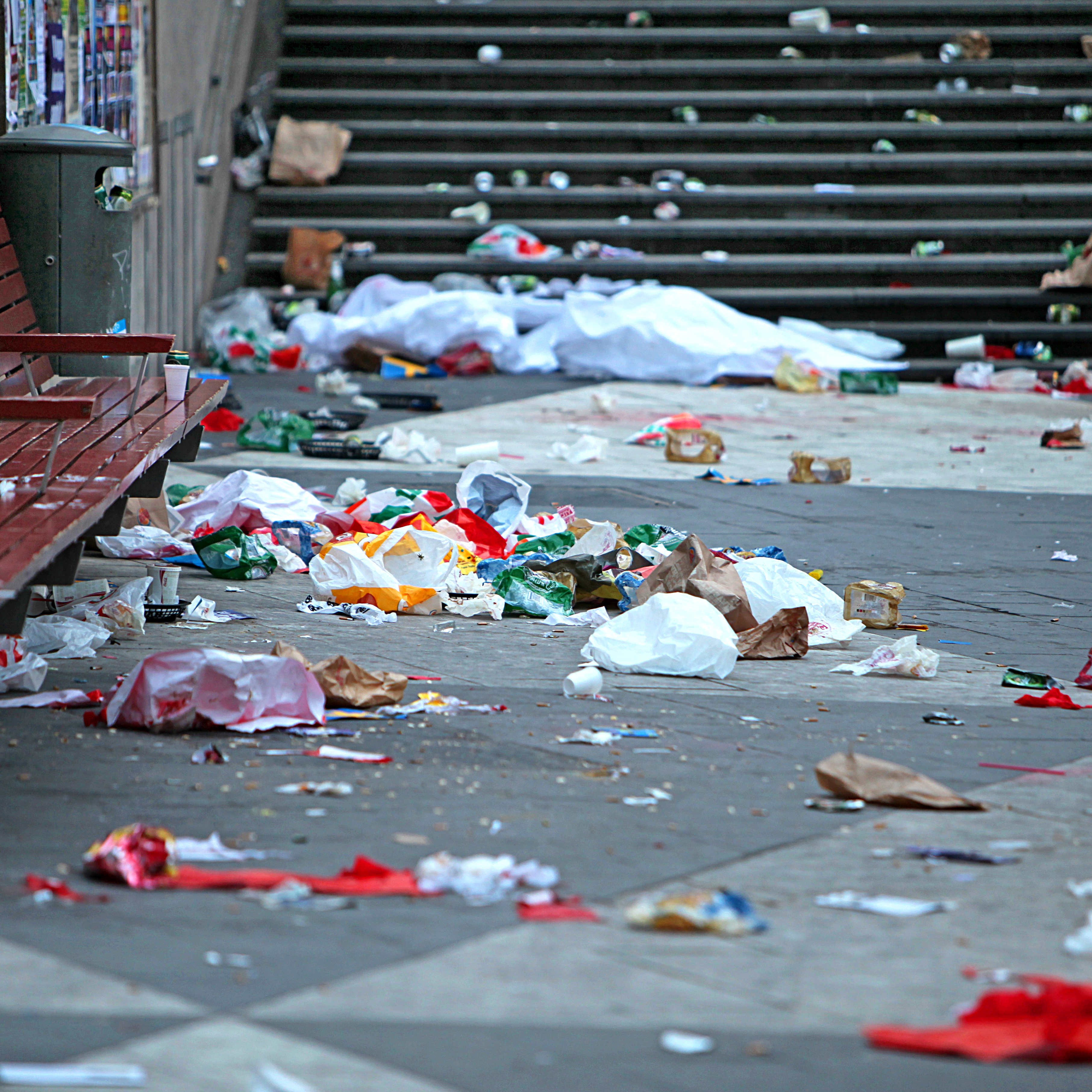
آشغال ریزی در سطح شهر استکهلم سوئد

آشغال شامل مواد دورریزی است که به صورتی اشتباه، بدون رضایت دیگران و در محلی نامناسب دفع شده‌است. آشغال‌ریزی معمولاً به معنای پرت کردن یا جاگذاشتن مواد یا اشیایی بر روی زمین است که اغلب ساخته دست بشر است (مانند بطری‌های نوشابه، یا پوست خوراکی‌ها) تا شخص دیگری آنها را جمع‌آوری کند و به صورت صحیح دفع کند.
فیلتر سیگار بیشترین ماده‌ای در جهان است که به صورت آشغال ریخته می‌شود و تعداد آن در سال به ۴٫۵ تریلیون می‌رسد. تخمین‌ها نشان می‌دهد که برای تجزیه کامل یک ته سیگار از ۵ تا ۴۰۰ سال زمان نیاز است.

## عوامل

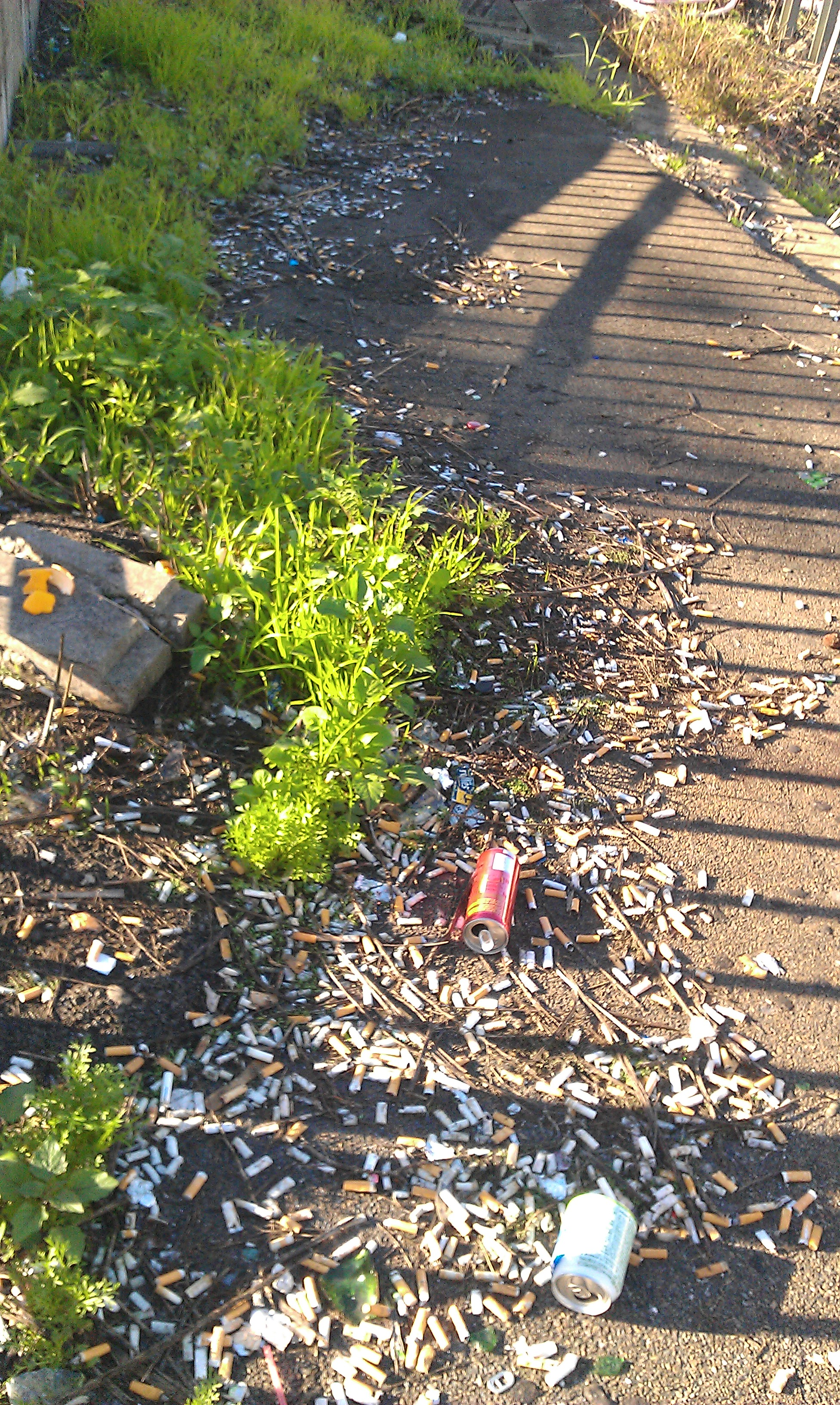
سکوی ایستگاه مترویی در سیدنی استرالیا. این زباله‌ها در طول ماه‌ها جمع شده‌است که احتمالاً دلیل آن تمیزکاری ناپایدار است.

جدای از آشغال ریزی عمدی، نزدیک به نصف زباله‌های سطح خیابان در ایالات متحده به صورت تصادفی یا غیرعمدی ریخته می‌شود و معمولاً شامل افتادن زباله‌هایی است شل بسته شده‌اند. سطح جمعیت، حجم ترافیک و نزدیکی به محل‌های دفع زباله، عواملی است که معمولاً با نرخ بیشتر پخش زباله مرتبط دانسته می‌شوند.

## راه حل

### تله زباله
از تله‌های زباله می‌توان برای گرفتن زباله‌هایی که در هنگام سیل یا باران راه می‌افتد استفاده کرد. این تله‌ها فقط برای زباله‌های بزرگ مؤثر است.

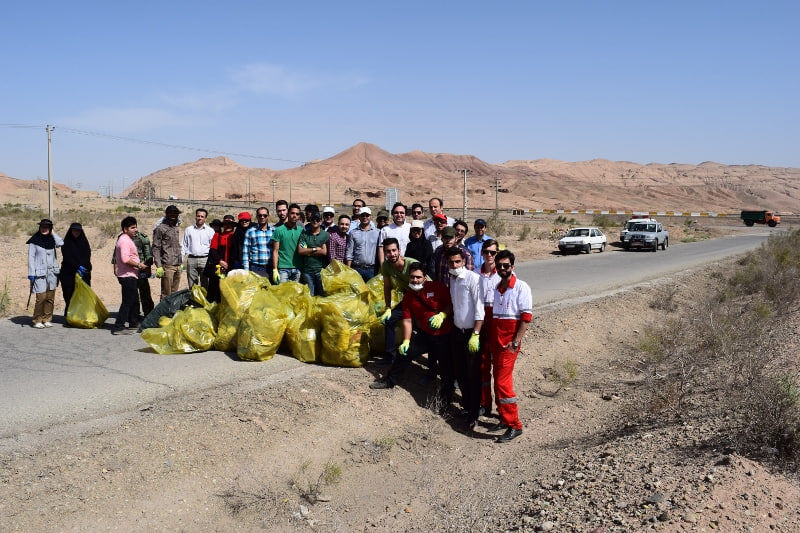
پروژه محیط زیستی ایران خانه پدری جهت کاهش مصرف کیسه‌های پلاستیک وجمع‌آوری کیسه‌های پلاستیکی رها شده در تقاطع اتوبان تهران گرمسار و محور گرمسار قم

### جمع‌آوری
افراد داوطلب گاهی به صورت انفرادی یا جمعی به صورت هدایت شده از طرف انجمن‌ها یا سازمانها زباله‌ها را جمع‌آوری و به صورت صحیح دفع می‌کنند. جمع‌آوری زباله ممکن است برای سلامتی مضر باشد. این اثرات زیان بار می‌تواند شامل درد کمر به دلیل خم شدن‌های متعدد یا قرار گرفتن در معرض زباله‌های تیز و برنده، مواد بیماری‌زا و… باشد به همین دلیل در هنگام این کار باید از وسایل کمکی مانند سیخک و دستکش ایمنی استفاده کرد.

### سایت‌های مانیتورینگ دفع زباله
تلاش‌های فزاینده ای وجود دارد که سعی می‌کند با کمک تکنولوژی، محل‌هایی که مستعد آشغال ریختن است را تحت نظر بگیرد. در ژاپن، در تحقیقی از سامانه اطلاعات جغرافیایی برای تعیین محل‌های آشغال‌ریزی بر اساس ویژگی‌های محل استفاده گردیده‌است. در تحقیقی دیگر از عکس‌های ماهواره‌ای برای تعیین محل‌های دفع غیرقانونی زباله استفاده شده‌است.

### سیستم جمع‌آوری-پس دادن
سیستم جمع‌آوری-پس دادن می‌تواند با دو هدف کاهش آشغال ریزی و هم چنین تشویق برنامه‌های جمع‌آوری زباله محلی دنبال شود. این کار می‌تواند با ارائه برنامه‌های تشویقی مخصوصاً برای قوطی‌های آلومینیومی، بطری‌های شیشه ای و پلاستیکی انجام شود. در نیویورک، افزایش صورت حساب بطری که شامل بطری‌های پلاستیکی آب نیز می‌شود باعث افزایش نرخ بازیافت شد و باعث بازگشت سرمایه ای به میزان ۱۲۰ میلیون دلار به صندوق عمومی دولتی در سال ۲۰۱۰ شد.

### جریمه

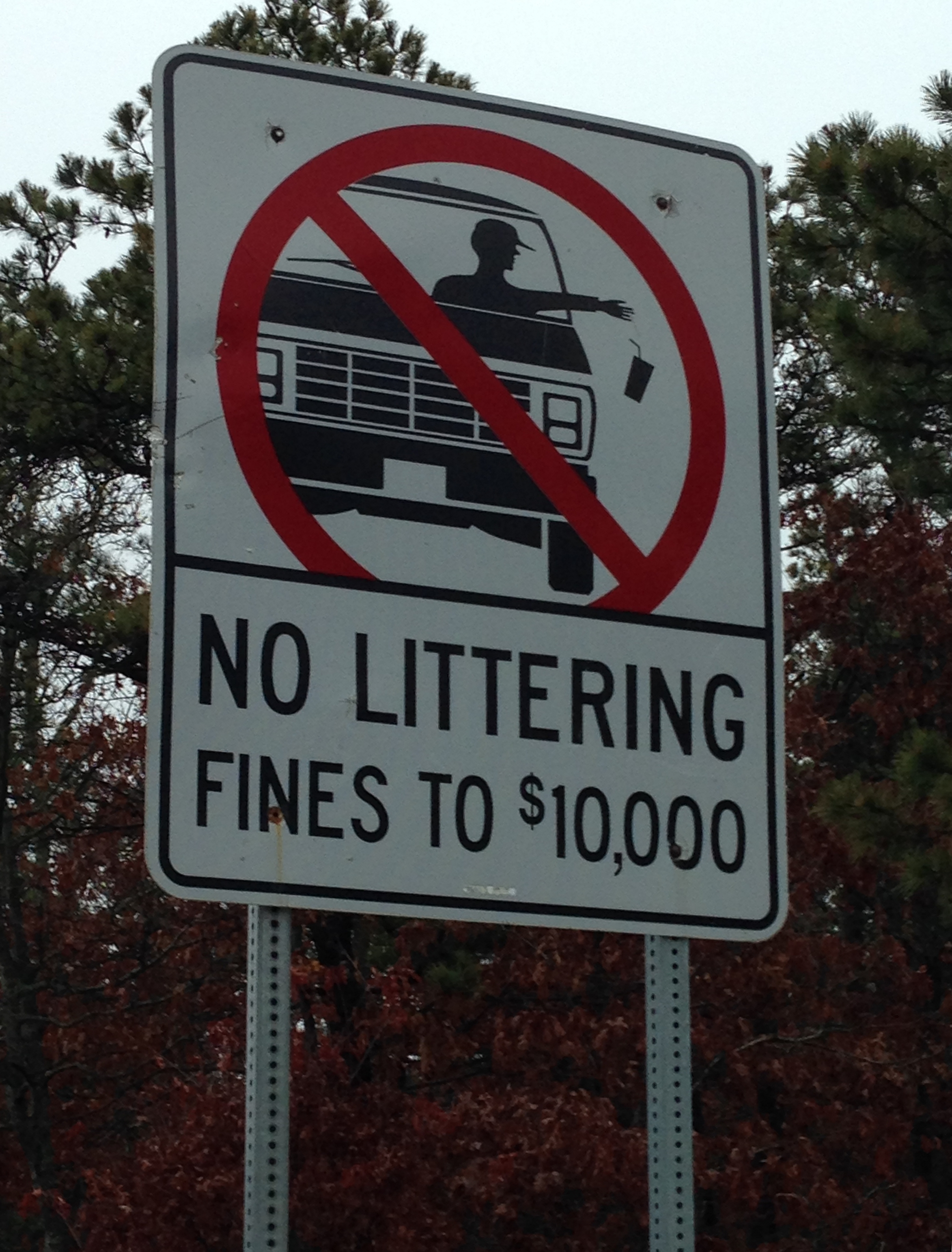
تابلوی «آشغال نریزید» در آزادراهی در یکی از شهرهای ماساچوست.

برخی کشورها برای جلوگیری از آشغال‌ریزی قوانینی تصویب کرده‌اند. در کشورهای زیر قوانین به خصوصی در رابطه با جریمه آشغال ریختن وجود دارد:
- ایالات متحده: قابل مجازات با بیش از ۵۰۰ $ جریمه، یا انجام خدمات عمومی، یا هر دو، که توسط قوانین ایالتی و مقررات شهر تعیین می‌شود. در تمام ۵۰ ایالت آمریکا قوانین ضد آشغال ریختن وجود دارد، که جریمه‌ها شامل موارد متعددی از قبیل جریمه نقدی، یا انجام خدمات عمومی، یا هر دو یا زندان می‌باشد.[۱۳]
- انگلیس: مطابق قانون حفاظت محیط زیست ۱۹۹۰ آشغال ریختن جرم محسوب می‌شود. این قانون توسط قانون محله و محیط تمیز ۲۰۰۵ در Section 18 گسترش داده شده‌است. در این قانون در صورت محکومیت تا ۲۵۰۰£ جریمه امکان‌پذیر است.
- استرالیا: در این کشور قانونی ملی در این رابطه وجود ندارد، اما در برخی ایالت‌ها قوانینی برای جلوگیری از آشغال ریختن وجود دارد.
- هلند: پلیس هلند شهروندانی را که آشغال پرت کنند جریمه می‌کند.